# Bolitoglossa diaphora
Bolitoglossa diaphora är en groddjursart som beskrevs av James R. McCranie och Wilson 1995. Bolitoglossa diaphora ingår i släktet Bolitoglossa och familjen lunglösa salamandrar. IUCN kategoriserar arten globalt som akut hotad. Inga underarter finns listade.